# FOSS
FOSS (kratica za free and open-source software, slovensko prosta in odprtokodna programska oprema) je kratica, ki se uporablja za programsko opremo, ki jo lahko uporabnik uporablja za kakršenkoli namen, spreminja izvorno kodo in jo razdeljuje, spremenjeno ali nespremenjeno. Uvedel ga je heker in programer Richard Stallman leta 1983.